# John Graham (atleet)
John Graham (18 juni 1956) is een voormalige Schotse langeafstandsloper, die was gespecialiseerd in de marathon. Hij schreef diverse internationale marathons op zijn naam.

## Loopbaan
Graham begon zijn atletiekloopbaan overigens als 3000 m steepleloper. Zijn beste prestatie in deze discipline leverde hij op 16 juli 1978 in Edinburgh, waar hij tot een tijd van 8.39,90 kwam.
Daarna schakelde hij over op de marathon, waarop hij in 1980 zijn eerste prestatie van belang neerzette. In dat jaar nam hij als gastloper deel aan de Spaanse kampioenschappen, waarbij hij prompt won en een tijd realiseerde van 2:13.21. Later dat jaar werd hij in 2:11.46,5 derde in de New York City Marathon, gewonnen door Alberto Salazar in 2:09.41.
In 1981 behaalde John Graham zijn grootste overwinning: op 23 mei zegevierde hij in de marathon van Rotterdam in een tijd van 2:09.28. Vier jaar later was hij opnieuw present in Rotterdam en weer liep hij vooraan. Tegen het geweld van Carlos Lopes, die in 2:07.12 als eerste ter wereld de marathon binnen de 2:08 aflegde, was hij echter niet opgewassen. In 2:09.58 werd hij op gepaste afstand tweede.
Memorabele prestaties in deze discipline zijn ten slotte zijn twee vierde plaatsen, die Graham behaalde op de Gemenebestspelen van 1982 en 1986.

## Palmares

### 10 Eng. mijl
- 1985: 5e Grand Prix von Bern - 50.06

### 20 km
- 1985: 4e 20 van Alphen - 59.43

### halve marathon
- 1978:  halve marathon van Dayton - 1:03.54
- 1980:  halve marathon van Kortrijk - 1:02.59
- 1981: 10e City-Pier-City Loop - 1:05.13
- 1982: 5e City-Pier-City Loop - 1:03.07 (te kort parcours)
- 1983: 10e City-Pier-City Loop - 1:02.54 (te kort parcours)

### marathon
- 1980:  marathon van Laredo - 2:13.21
- 1980: 8e marathon van Eugene - 2:15.04
- 1980:  New York City Marathon - 2:11.46,5
- 1981:  marathon van Rotterdam - 2:09.28
- 1981: 44e marathon van New York - 2:19.13,5
- 1982: 4e Gemenebestspelen in Brisbane - 2:13.04
- 1982: 4e marathon van Gateshead - 2:15.14
- 1983: 5e New York City Marathon - 2:10.57
- 1984: 11e marathon van Londen - 2:14.40
- 1984: 17e marathon van San Francisco - 2:23.48
- 1985:  marathon van Rotterdam - 2:09.58
- 1985: 12e marathon van Chicago - 2:12.55
- 1986: 6e marathon van Rotterdam - 2:13.42
- 1986: 4e Gemenebestspelen in Edinburgh - 2:12.10
- 1987: 11e Londen Marathon - 2:12.32

### veldlopen
- 1974: 49e WK junioren in Monza - 22.57,4
- 1975: 51e WK junioren in Rabat -
- 1977: 89e WK in Düsseldorf - 39.52
- 1978: 90e WK in Glasgow - 42.38